# Wilbur (Waszyngton)
Wilbur – miasto w Stanach Zjednoczonych, w stanie Waszyngton, w hrabstwie Lincoln.